# Bezirksvertretungswahl in Wien 1996
Die Bezirksvertretungswahl in Wien 1996 wurde am 23. Oktober 1996 gemeinsam mit der Landtags- und Gemeinderatswahl 1996 abgehalten.

## Zusammenfassung
Die Sozialdemokratische Partei Österreichs (SPÖ) verlor fast 10 Prozentpunkte auf 37,73. Die Österreichische Volkspartei (ÖVP) hatte mit 3,03 Prozentpunkten nur relativ wenig verloren und erreichte somit 17,91 %. Die Freiheitliche Partei Österreichs (FPÖ) konnte ihr Wahlergebnis von 1991 um 6,26 % erhöhen und kam somit auf 26,47 %. Das Liberale Forum, welches das erste Mal antrat, erreichte 6,97 %. Die Grünen verloren 0,26 %. Sonstige Kleinparteien konnten insgesamt 1,46 % gewinnen.
Die SPÖ stellte nach der Wahl 16, die ÖVP sieben der 23 Bezirksvorsteher.

## Gesamtergebnisse

Relative Mehrheit (= Bezirksvorsteher)

| Bezirk               | SPÖ     | ÖVP     | FPÖ     | LIF     | GRÜNE   | sonstige |
| -------------------- | ------- | ------- | ------- | ------- | ------- | -------- |
| Innere Stadt         | 18,90 % | 38,21 % | 19,65 % | 11,27 % | 11,35 % | 0,62 %   |
| Leopoldstadt         | 38,42 % | 13,54 % | 29,51 % | 6,43 %  | 9,98 %  | 2,07 %   |
| Landstraße           | 35,82 % | 18,65 % | 24,75 % | 7,68 %  | 10,51 % | 2,59 %   |
| Wieden               | 24,14 % | 34,89 % | 18,28 % | 8,38 %  | 12,74 % | 1,57 %   |
| Margareten           | 33,74 % | 18,39 % | 26,86 % | 7,57 %  | 11,46 % | 1,98 %   |
| Mariahilf            | 24,11 % | 34,21 % | 17,05 % | 8,78 %  | 14,99 % | 0,86 %   |
| Neubau               | 27,16 % | 21,35 % | 19,68 % | 10,21 % | 18,80 % | 2,8 %    |
| Josefstadt           | 21,62 % | 27,24 % | 16,90 % | 9,79 %  | 15,47 % | 8,98 %   |
| Alsergrund           | 27,80 % | 26,83 % | 19,80 % | 9,45 %  | 14,58 % | 1,54 %   |
| Favoriten            | 45,49 % | 10,58 % | 30,83 % | 5,56 %  | 5,63 %  | 1,91 %   |
| Simmering            | 47,85 % | 9,60 %  | 31,25 % | 5,02 %  | 4,70 %  | 1,58 %   |
| Meidling             | 39,89 % | 14,02 % | 28,66 % | 6,64 %  | 8,34 %  | 2,45 %   |
| Hietzing             | 29,02 % | 38,57 % | 16,84 % | 6,98 %  | 7,11 %  | 1,47 %   |
| Penzing              | 35,46 % | 17,64 % | 26,62 % | 8,06 %  | 9,06 %  | 3,16 %   |
| Rudolfsheim-Fünfhaus | 38,12 % | 12,63 % | 32,31 % | 5,64 %  | 9,13 %  | 2,17 %   |
| Ottakring            | 40,58 % | 13,01 % | 30,59 % | 5,94 %  | 8,08 %  | 1,80 %   |
| Hernals              | 33,40 % | 18,55 % | 28,46 % | 7,44 %  | 9,70 %  | 2,54 %   |
| Währing              | 24,65 % | 32,87 % | 19,59 % | 9,43 %  | 11,35 % | 2,11 %   |
| Döbling              | 28,17 % | 37,31 % | 18,36 % | 7,14 %  | 7,85 %  | 1,17 %   |
| Brigittenau          | 45,53 % | 9,98 %  | 31,05 % | 5,14 %  | 6,40 %  | 1,90 %   |
| Floridsdorf          | 44,84 % | 11,29 % | 28,52 % | 5,98 %  | 6,76 %  | 2,61 %   |
| Donaustadt           | 43,27 % | 10,48 % | 28,90 % | 6,62 %  | 6,37 %  | 4,36 %   |
| Liesing              | 41,00 % | 15,55 % | 25,81 % | 8,26 %  | 7,45 %  | 1,93 %   |